# Президент Филиппин
Президент Филиппин (таг. Pangulo ng Pilipinas, англ. President of the Philippines) — глава государства и глава правительства Филиппин. На эту должность может быть избран любой гражданин Филиппин не моложе 40 лет и не менее 10 лет проживший в Республике. Избирается всенародным прямым голосованием на один шестилетний срок вместе с вице-президентом. Президент может прекратить осуществление своих полномочий в случае своей смерти, постоянной утраты дееспособности, отстранения от власти или добровольной отставки. Действующий Президент не имеет права занимать любую другую должность, кроме той, на которую избран.

## Вступление в должность
Перед вступлением в должность Президент приносит торжественную присягу:
Я торжественно присягаю о том, что буду преданно и добросовестно исполнять свои обязанности на посту Президента Филиппин, охранять и защищать Конституцию Филиппин, исполнять её законы, справедливо относиться к каждому человеку и посвящаю себя служению нации.

## Полномочия
Президент Филиппин:
- Является главой государства и правительства;
- Выдвигает и назначает глав административных органов власти, министров, послов, консулов, офицеров;
- Осуществляет исполнительную власть в стране и контролирует все её органы власти;
- Является гарантом исполнения закона;
- Является Главнокомандующим вооружённых сил страны;
- Влияет на судебный процесс в любой инстанции и в любой фазе его прохождения;
- Дарует амнистию (при поддержке Конгресса) и помилование;
- Совершает внешние займы и даёт поручительства по ним;
- Заключает от имени Республики международные договора и соглашения;
- Представляет государство за рубежом.